# Pikiulleq
Pikiulleq (antigua ortografía 'Pikiutdleq') es una bahía en el este de Groenlandia. Forma parte del municipio de Sermersooq.

## Geografía
La bahía de Pikiulleq está situada en el extremo norte de la costa de rey Frederick VI, al norte de la península de Fridtjof Nansen y al norte de las islas de Søren Norby. En el interior de la bahía hay pequeños fiordos, la bahía de Havhesten en el sur, la bahía de Køge (Ikeq) en el oeste, y el fiordo de Uvkusigssaqarfik en el norte, más allá de la punta de Pamialluk. Todos estos fiordos tienen glaciares en sus extremos.
Alejada de la costa, en el lado sur de la desembocadura de la bahía, se encuentra la pequeña isla de Putugua. En la parte NE de la bahía hay islas más grandes, la más grande de las cuales es la Isla Romer (Rømer Ø), al sureste de la cual esta la más pequeña, la isla Ole Romer (Ole Rømer Ø) situada más cerca del centro de la boca de la bahía. Más al este de la bahía hay muchas pequeñas islas costeras.